# Lincoln (Californië)
Lincoln is een plaats (city) in de Amerikaanse staat Californië, en valt bestuurlijk gezien onder Placer County.

## Demografie
Bij de volkstelling in 2010 werd het aantal inwoners vastgesteld op 42.819.

## Geografie
Volgens het United States Census Bureau beslaat de plaats een oppervlakte van
47,5 km², waarvan 47,4 km² land en 0,1 km² water. Lincoln ligt op ongeveer 34 m boven zeeniveau.

## Plaatsen in de nabije omgeving
De onderstaande figuur toont nabijgelegen plaatsen in een straal van 24 km rond Lincoln.